# Celina slossonae
Celina slossonae là một loài bọ cánh cứng trong họ Bọ nước. Loài này được Mutchler miêu tả khoa học năm 1918.